# Емил Урумов
Емил Валериев Урумов-Шивача е български футболист, нападател. Роден е на 20 януари 1984 г. в Пловдив. Висок е 190 см и тежи 90 кг.

## Кариера
Играл е за Ботев (Пловдив), Граничар, Сокол (Марково) Спартак (Пловдив) Родопа 1927 (Смолян) и Марица (Пловдив) Чиндао (Китай) Нефтчи (Баку) В А група има 40 мача и 21 гола.
Умира внезапно на 6 ноември 2021 г.

## Статистика по сезони
- Ботев (Пд) – 2000/пр. - А група, 1 мач/0 гола
- Граничар – 2000/01 – В група, 18/15
- Сокол – 2001/02 – В група, 27/20
- Ботев (Пд) – 2002/ес. - А група, 1/0
- Ботев (Пд) – 2003/04 – А група, 8/1
- Ботев (Пд) – 2004/05 – Б група, 24/13
- Ботев (Пд) – 2005/ес. - А група, 10/6
- Спартак (Пд) – 2006/пр. - Източна Б група, 12/10
- Ботев (Пд) – 2006/07 – А група, 20/15
- 40 мача 21 гола